# Polish Open 2019
Die Polish Open 2019 im Badminton fanden vom 28. bis zum 31. März 2019 in Częstochowa statt.

## Sieger und Platzierte
| Disziplin    | Gold                       | Silber                       | Bronze                                 |
| ------------ | -------------------------- | ---------------------------- | -------------------------------------- |
| Herreneinzel | Kunlavut Vitidsarn         | Lakshya Sen                  | Ygor Coelho                            |
| Herreneinzel | Kunlavut Vitidsarn         | Lakshya Sen                  | Sun Feixiang                           |
| Dameneinzel  | Wei Yaxin                  | Yvonne Li                    | Porntip Buranaprasertsuk               |
| Dameneinzel  | Wei Yaxin                  | Yvonne Li                    | Aliye Demirbağ                         |
| Herrendoppel | Lee Jhe-huei Yang Po-hsuan | Ben Lane Sean Vendy          | Mathias Bay-Smidt Lasse Mølhede        |
| Herrendoppel | Lee Jhe-huei Yang Po-hsuan | Ben Lane Sean Vendy          | Peter Briggs Gregory Mairs             |
| Damendoppel  | Chisato Hoshi Aoi Matsuda  | Alexandra Bøje Mette Poulsen | Kuo Yu-wen Lin Wan-ching               |
| Damendoppel  | Chisato Hoshi Aoi Matsuda  | Alexandra Bøje Mette Poulsen | Febriana Dwipuji Kusuma Ribka Sugiarto |
| Mixed        | Ben Lane Jessica Pugh      | Thom Gicquel Delphine Delrue | Jones Ralfy Jansen Kilasu Ostermeyer   |
| Mixed        | Ben Lane Jessica Pugh      | Thom Gicquel Delphine Delrue | Mikkel Mikkelsen Mai Surrow            |